# Wolfgang E. Thormann
Wolfgang E. Thormann (* 28. November 1924 in Augsburg; † 5. Januar 2015 in Baltimore) war ein deutsch-amerikanischer Romanist und Hochschullehrer.

## Leben
Wolfgang Ernst Werner Maria Thormann war der Sohn des Journalisten Werner Thormann und der Bruder des Historikers Gérard Thormann (1922–2011). 1933 emigrierte er mit seinen Eltern (die in katholischer Opposition zu Hitler standen) nach Frankreich, besuchte die Schule in Nogent-sur-Marne, war 1940–1941 in Kontakt mit der Résistance und kam 1941 mit Hilfe der Quäker in die Vereinigten Staaten. 1943 erhielt er die US-amerikanische Staatsbürgerschaft. Von 1943 bis 1945 diente er in der United States Army. 1946 arbeitete er bei den Nürnberger Prozessen als Übersetzer.
Er studierte Romanische Philologie an der Saint Joseph’s University in Philadelphia (Magister 1950) und wurde 1955 an der Columbia University promoviert. Er lehrte Französisch am Williams College (Instructor 1954–1955), an der Johns Hopkins University (Assistenzprofessor 1955–1960) und schließlich bis zu seiner Emeritierung 1990 an der Frauenuniversität Goucher College (Associate Professor ab 1960 und Full Professor ab 1963).

## Veröffentlichungen (Auswahl)
- Le "je ne sais quoi" dans la littérature du dix-septième siècle. Magisterarbeit 1950.
- Again the "Je Ne Sais Quoi". In: Modern Language Notes 73, 1958, S. 351–355.
- The Image of Germany in Seventeenth-Century France. In: L'Esprit Créateur 15, 1975, S. 252–262.